# Zbigniew Kondal
Zbigniew Kondal, ps. „Dick”,,,Pochmurny'' (ur. 1 maja 1917 roku we Lwowie, poległ 4 lipca 1945 roku w Olszówce) –  obrońca Warszawy, podporucznik Armii Krajowej.

## Życiorys
Urodził się we Lwowie 1 maja 1917 roku, był synem Walerii i Karola. od 1923 roku uczęszczał do szkoły powszechnej, uczył się w szkole handlowej we Lwowie, a następnie dostał się do XII Państwowego Gimnazjum im. Stanisława Szczepanowskiego do klasy profilu matematyczno-przyrodniczym. Egzamin dojrzałości zdał w 1935 roku, po nim wstąpił do Wojska Polskiego. Ukończył Szkoły Podchorążych Artylerii we Włodzimierzu Wołyńskim i w Toruniu. Otrzymał przydział do 8. pułku artylerii lekkiej w Płocku. Jako Podporucznik walczył w kampanii wrześniowej w bitwie pod Mławą oraz w obronie Warszawy. Po kapitulacji Warszawydostał się do niemieckiej niewoli, zwolniono go w 1940 r. z powodu złego stanu zdrowia
W 1943 r. został żołnierzem Armii Krajowej. Na Kielecczyźnie  1944 r. został oficerem 2 pułku piechoty Legionów AK. Pod pseudonimem,,Dick'' dowodził I plutonem i jednocześnie był zastępcą dowódcy 7. kompanii III batalionu 2. pułku piechoty Legionów AK. W Radkowie został ranny podczas starcia z Niemcami, do zdrowia dochodził w Mszanie Dolnej. W październiku 1944 r. wszedł w skład 6. kompanii II batalionu 1. pułku strzelców podhalańskich AK. Zostając zastępcą dowódcy ppor. Jana Stachury.

### Podziemie i rzekoma współpraca z UB
Po wkroczeniu w styczniu roku 1945 Armii Czerwonej do Małopolski początkowo ukrywał się lecz w marcu 1945 r. Zbigniew Kondal próbował się,,zalegalizować” pod fałszywymi personaliami w Rejonowej Komendzie Uzupełnień w Krakowie, niestety nie udało mu się to, został złapany i aresztowany. Został przewieziony do Warszawy, próbował wprowadzić w błąd funkcjonariuszy UB że chciałby z nimi współpracować, to dało by mu możliwość ucieczki, komuniści uwierzyli że dzięki niemu rozpracują struktury dowódcze AK i NSZ w woj. krakowskim, 9 czerwca 1945 Kondal podpisał formalne zobowiązanie i przyjął pseudonim „Pochmurny”. Dzięki temu ruchowi Kondal został wypuszczony 12 czerwca 1945 r. Wyjechał do Krakowa, ale zamiast – zgodnie z poleceniem bezpieki – zameldować się u szefa WUBP w Krakowie Jana Freya-Bieleckiego to przedostał się w okolice Mszany Dolnej. Tam ponownie znalazł się w szeregach podziemia antykomunistycznego AK.

### Obława UB i Śmierć
Zbigniew Kondal poległ 4 lipca 1945 r. we wsi Olszówka podczas obławy funkcjonariuszy UB, tam też 6 lipca został pochowany na cmentarzu parafialnym, jako „NN ppor. Dick”, dlatego że nikt nie znał jego prawdziwej tożsamości.

### Upamiętnienie
Jego grobem przez lata opiekowali się Jan Nawara i jego żona Maria z domu Fudro, później opiekę nad grobem przejęła córka państwa Nawarów Cecylia Kłos. Dzięki pomocy Zbigniewa Jarosza udało się IPN-owi ustalić personalia,,Dicka'' i wybudowania przez IPN nowego nagrobka.
W przeddzień 80 rocznicy przemianowania ZWZ na AK 13 lutego 2022 r. oddział krakowski IPN przy pomocy proboszcza parafii w Olszówce zorganizować uroczystość oddania nagrobka ppor. Kondala pod opiekę mieszkańców Olszówki. Podczas uroczystości został przekazany Akt Powierzenia Opieki nad grobem Zbigniewa Kondala dyrektor szkoły podstawowej w Olszówce.

## Odznaczenia
- Krzyż Zasługi z Mieczami (1945)[3]